# Хьоґай кандзі
Японська писемність
Ієрогліфи 漢字
Абетка 仮名
- Хіраґана 平仮名
- Катакана 片仮名
- Манйоґана 万葉仮名
- Хентайґана 変体仮名
- Джіндай моджі

Використання
- Фуріґана 振り仮名
- Окуріґана 送り仮名

Латиниця

Українська кирилиця
Хьоґайдзі або Хьоґайджі (яп. 表外字, ひょうがいじ, «символи поза списком»), також відомі як хьоґай канджі (яп. 表外漢字), це термін, що позначає всі кандзі, відсутні у списках Дзьойо та Дзіммейо кандзі. Також існує термін Дзьойоґай кандзі (яп. 常用外漢字), але він позначає всі кандзі що відсутні у списку Дзьойо кандзі, включаючи Дзіммейо кандзі.

## Кількість Хьоґайджі
Оскільки хьоґайджі — це всеохоплююча категорія для всіх ієрогліфів, що відсутні в списках Дзьойо та Дзіммейо кандзі, не існує вичерпного списку, а також невідомо їх точної кількості. Найвищий рівень Кандзі Кентей (тест на знання кандзі) перевіряє приблизно 6000 ієрогліфів, половина з яких є хьоґайдзі, а 2999 — з офіційних списків (2136 Дзьойо кандзі та 863 Дзіммейо кандзі). Хоча в принципі будь-який китайський ієрогліф або його новостворений варіант може використовуватися як хьоґайджі, Словник Кансі та Великий китайсько-японський словник  20-го століття, обидва надзвичайно великі, містять приблизно 47 000 та 50 000 ієрогліфів відповідно, з яких понад 40 000 класифікуються як хьоґайдзі або нестандартні варіанти, якщо б їх використовували в японській мові.

## Традиційні та спрощені форми
У той час як багато Джьойо кандзі друкуються використовуючи спрощені форми (сіндзітай, на противагу традиційним формам), хьоґайдзі офіційно друкуються використовуючи традиційні форми, такі як 臍, навіть якщо деякі спрощені варіанти офіційно визнані в друкованому вигляді, наприклад спрощений 唖, від традиційного 啞 а також 内 від 內. 
Список Дзіммейо кандзі (використовується для назв) у більшості випадків визнає традиційну форму разом із спрощеною (якщо така існує).
Однак існують інші неофіційні спрощені форми, відомі як розширений сіндзітай (яп. 拡張新字体)  – вони утворюються використовуючи ті самі методи спрощення, що й в офіційному сіндзітай. Газета The Asahi Shimbun розробила власні спрощені ієрогліфи, відомі як ієрогліфи Asahi, і вони мають власні кодові точки в Unicode. Деякі з цих спрощень є частиною промислового стандарту JIS X 0208 і пізніших версій. Серед розширеного сіндзітай лише деякі де-факто часто використовуються, серед них 填, 頬 (розширена сіндзітай форма для Дзьойо кандзі 塡, 頰) або 涜, 掴 (розширена сіндзітай форма для хьоґайдзі 瀆, 摑).

### Японські комп'ютерні шрифти
Проблема варіантних форм хьоґай кандзі стає очевидною при використанні багатьох загальнодоступних японських шрифтів. У той час як ієрогліфи, які не використовуються часто, зазвичай зберігають свої традиційні форми, ті, що зазвичай використовуються в японському письмовій формі, часто відтворюються в їхній неофіційній спрощеній формі (розширений сіндзітай), а не в офіційній друкованій формі. Серед відомих прикладів:
- 繋, цуна(ґу), «з'єднувати», замість стандартної форми 繫
- 掴, цука(му), «впіймати», зі спрощеним фонетичним елементом, замість стандартної форми 摑
- 鴎鴎, камоме, «мартин», зі спрощеним фонетичним компонентом, замість стандартної форми 鷗

Деякі символи існують як в офіційній, так і в спрощеній формах, як, наприклад, 攪 (офіційна друкована форма) і 撹 (спрощений варіант), але більшість цих символів існує лише в одній формі. Таким чином, на відміну від вищезгаданих «ієрогліфв Асахі», спрощення не є універсальними, тобто хьоґайдзі це суміш стандартних класичних форм і неофіційних спрощень. Можливо, це найбільш очевидно в архаїчному написанні слова 麺麭, пан, хліб. Ієрогліфи, обидва з яких є хьоґайдзі, відображаються зі спрощеним і традиційним ключем «пшениця» поруч, що кидається в очі. Відсутність традиційного варіанту в багатьох шрифтах не дозволяє користувачу отримати іншого результату.
Використання хьоґайдзі в комп'ютерних шрифтах було висунуто на перший план із запуском системи Mac OS X v10.5 Leopard у 2007 році. Цей випуск включав шрифти Hiragino Mincho Pro N і Hiragino Kaku Gothic Pro N, які відтворюють хьоґайдзі в їхніх офіційних друкованих формах.
Іншою проблемою (хоча і не такою актуальною у сучасній мові) є нездатність більшості комерційно доступних японських шрифтів показати традиційні форми багатьох Дзьойо кандзі, особливо тих, у яких ключі компонентів були повністю змінені (такі як 食 в 飲, 示 в 神, і 辵 в 運, або 連, а не їх традиційні форми, які використовуються у 饅, 祀, і 迴). Здебільшого це проблема у дослівному відтворення старих текстів і для академічних цілей.

## Використання
Ієрогліф 嘘, усо, «брехня» часто згадується як приклад часто використовуваного хьоґайджі.  Хоча офіційна рекомендація полягає в тому, щоб писати слово хіраґаною або катаканою, опитування в 2003 році показало, що форма кандзі є найпоширенішою на практиці. 
Хьоґайджі часто використовуються в назвах японських солодощів ваґаші, які взято з давньої літератури.
Хьоґай кандзі часто використовуються у манзі для стилістичних цілей у іменах персонажів, географічних назвах та інших фразах, які зазвичай супроводжуються фуріґаною, щоб вказати на читання.
Сучасні китайські запозичення в японську мову зазвичай передаються катаканою; однак, іноді вони можуть бути стилістично записаны використовуючи оригінальні китайські ієрогліфи та мати нестандартну запозичену вимову, багато з цих ієрогліфів технічно класифікуються як хьоґайдзі через різницю у загальному використанні ієрогліфів між мовами. Особливо часто це стосується термінології маджонгу.

## Дивитись також
- Кюдзітай
- Список часто використовуваних хьоґайджі Японський вікісловник(яп.)